# 查塞爾 (密歇根州)
查塞爾（英語：Chassell）是位於美國密歇根州霍頓縣查塞爾鎮區的一個普查規定居民點。

## 人口
根據2020年美國人口普查的數據，查塞爾的面積為9.37平方千米，當中陸地面積為9.37平方千米，而水域面積為0.00平方千米。當地共有人口876人，而人口密度為每平方千米93.49人。